# Relações entre Brasil e Canadá
As relações entre Brasil e Canadá têm sido cordiais, ainda que relativamente limitadas, embora a relação entre os países esteja aumentando ao longo dos anos.

## História

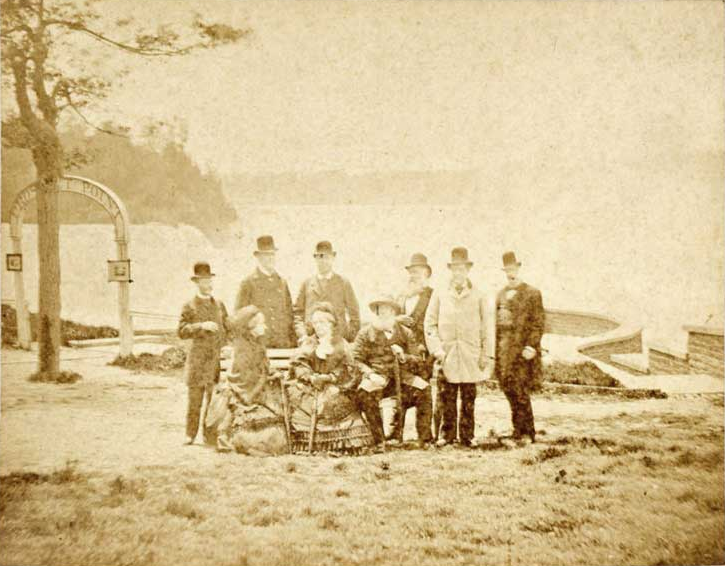
Imperador D. Pedro II do Brasil durante visita à América do Norte. Na foto: o Imperador e sua comitiva nas cercanias das Cataratas do Niágara.

Até a década de 1820, Brasil e Canadá eram ambos colônias de potências europeias, portanto não mantinham nenhum contato direto oficial. Em 1822, o Brasil se tornaria independente de Portugal, enquanto que apenas em 1931, com a aprovação do Estatuto de Westminster, o Canadá adquiriria autonomia do Reino Unido. Até a aprovação do estatuto, todas as relações canadenses com governos estrangeiros eram controladas pelos britânicos.
Durante o Segundo Reinado no Brasil, houve um movimento migratório tímido do Canadá para o Brasil. Sabe-se que um grupo de canadenses foram recrutados em Montreal para trabalhar nas fazendas de café paulistas, mas em geral, as tentativas de colonização canadense foram frustradas.
Em 1876, o Imperador Dom Pedro II, durante uma viagem à América do Norte, visitou a cidade canadense de Toronto.
No século XIX, o comércio entre os dois países era limitado, e em geral se dava em torno de commodities (produtos primários). Produtos canadenses como bacalhau, farinha e madeira eram vendidos para o Brasil, enquanto que os brasileiros ofertavam café, borracha, tabaco e açúcar.
Em 1866, os canadenses abriram seu primeiro escritório comercial no Brasil, porém a embaixada canadense seria aberta mais tarde, em 1944. Em 1941, o Brasil abriu uma missão permanente em Ottawa. O primeiro embaixador brasileiro no Canadá foi João Alberto Lins de Barros.
As políticas da Guerra Fria também desempenharam um papel relevante: enquanto o Canadá foi um membro fundador da OTAN e estava bastante associado às politicas dos Estados Unidos, o Brasil era um observador no Movimento Não-Alinhado e seus líderes eram reticentes em relação aos Estados Unidos. O Canadá era bem desconectado politicamente da América Latina, não ingressando à Organização dos Estados Americanos até 1990.
Os anos 1990 viram as relações entre os dois países aumentar em termos de trocas comerciais e investimentos, e o Canadá se tornou interessado em acordos comerciais regionais na América Latina.

## Comércio
Tradicionalmente, o Brasil é o maior parceiro comercial do Canadá na América do Sul. É também o 3º maior mercado de exportação canadense nas Américas, depois dos Estados Unidos e México.
Nos anos 1990, a participação canadense na privatização e em investimentos diretos no Brasil foi tímida. No programa de desestatização, investidores do Canadá se concentraram principalmente no setor de telecomunicações.

## Disputas
As relações diplomáticas e econômicas entre os dois países tiveram seu pior momento em 1996 e 2001 por conta de diversas disputas comerciais.

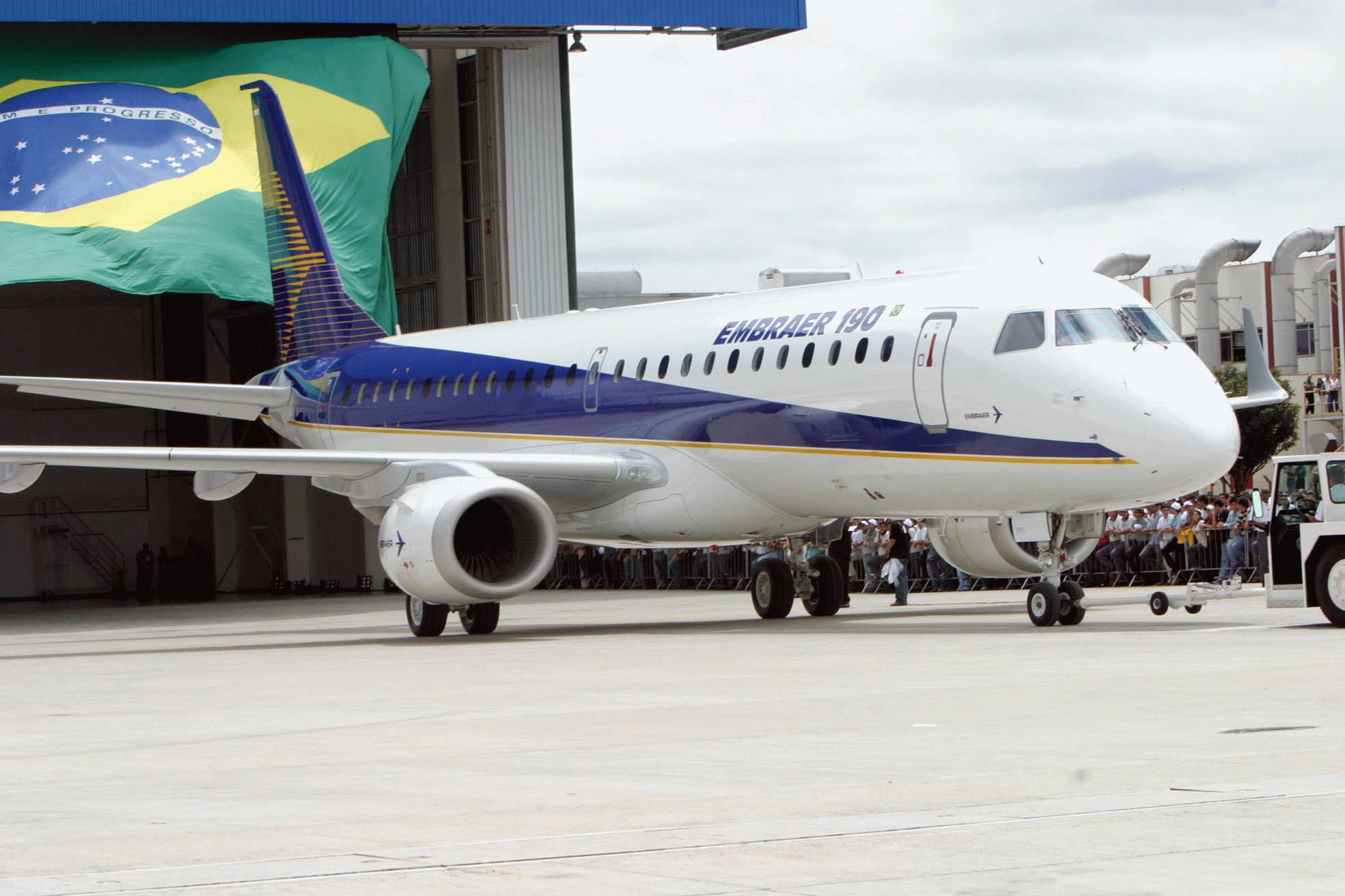
O jato regional Embraer 190 em São José dos Campos. O mercado de jatos regionais foi um ponto de litígio entre Brasil e Canadá nos anos 1990.

O principal ponto do contencioso vem da rivalidade entre as fabricantes de aviões Bombardier e Embraer. Ambas são grandes atores no mercado de jatos regionais. Em 1996, o Canadá foi à Organização Mundial de Comércio, alegando que o Estado brasileiro estava subsidiando os custos da Embraer, e o Brasil respondeu à acusação na OMC. Em 1999, o órgão decidiu que ambos eram culpados, e pediu para que os dois países limpassem seus programas de incentivo à exportação. O Canadá acatou, mas o Brasil não, levando a OMC a dar ao Canadá o direito de retaliar em R$1,3 milhão em sanções por ano durante seis anos, apesar da sanção não ter sido aplicada. Nenhum dos países chegou a efetivar as retaliações, optando então pela negociação, por medo de que essas sanções pudessem afetar outros setores industriais.
Em fevereiro de 2001, o Canadá instituiu uma suspensão à carne brasileira, devido ao medo de um surto de encefalopatia espongiforme bovina, popularmente conhecida como a "doença da vaca louca", ainda que o Brasil não havia apresentado nenhum caso. Os brasileiros viram isso como um gesto político ligado à disputa dos aviões, e retaliaram. O Congresso Nacional do Brasil votou para suspender a ratificação de todos os tratados assinados com o Canadá, e protestos populares e boicotes foram organizados. A suspensão foi retirada três semanas depois, após uma inspeção por uma equipe do NAFTA.
Canadá e Brasil também se enfrentaram na proposta da Área de Livre Comércio das Américas, que o governo canadense promoveu ativamente. O então presidente, Fernando Henrique Cardoso viu esta proposta com ceticismo, e preferiu criar um bloco sulamericano e então negociar com os Estados Unidos e o Canadá de uma posição mais sólida, porém, o Canadá recusou a proposta brasileira.
Outras disputas incluem as "suspeitas brasileiras da relação e aparente alinhamento automático canadense com os Estados Unidos, e o Brasil mantém que o Canadá não conseguiu reconhecer seu peso econômico e importância como ator regional e internacional".

## Outros temas

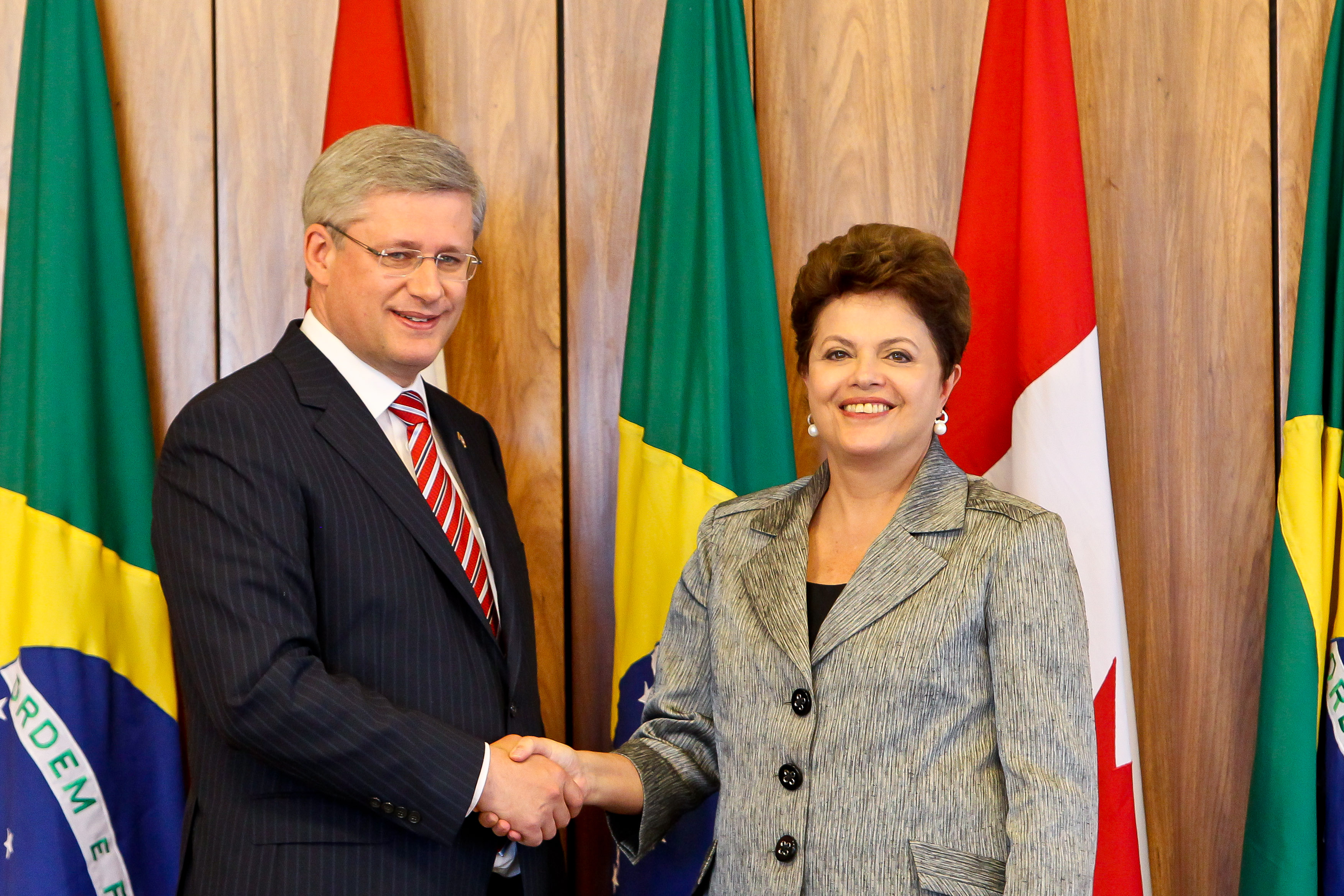
Presidente Dilma Rousseff cumprimentando o primeiro-ministro do Canadá, Stephen Harper, durante visita oficial em 2011 ao Brasil.

Fora da política comercial, as relações tem sido mais calorosas. Os grupos formuladores de política externa em cada país tendem a valorizar multilateralismo e segurança humana. O Canadá não é necessariamente opositor aos objetivos brasileiros de reconhecimento internacional como uma grande potência e integração regional na América do Sul. O principal objetivo do Canadá na região é evitar a emergência de blocos comerciais hostis, separando as Américas do Norte e do Sul, e garantir que o Canadá tenha um acesso seguro a esses mercados.
As ligações sub-nacionais também são amigáveis. Relações e trocas entre estados e províncias, cidades, universidades, pesquisa científica, culturais e organizações não-governamentais são importantes. Universidades canadenses receberam mais de 4 mil estudantes brasileiros em 1999 (um recorde), enquanto que em 2006, quase 12 mil vistos foram emitidos a brasileiros para estudar no Canadá, fazendo do país o destino número um para estudantes brasileiros. Mais de uma dúzia de Centros de Estudos Canadenses foram estabelecidos no Brasil. As maiores cidades de ambos os países, Toronto e São Paulo, passaram pelo processo de geminação de cidades. Aproximadamente 50 mil brasileiros visitam o Canadá por ano como turistas, e cerca de um terço desse número visitam o Brasil.
Os dois paises também empreendem esforços de cooperação internacional, notavelmente no campo de ciência e tecnologia, selando diversos acordos para fomentar o investimento e desenvolvimento dessas áreas.

## Missões diplomáticas residentes
- Brasil tem uma embaixada em Ottawa e consulados gerais em Montreal, Toronto e Vancouver.[18]
- Canadá tem uma embaixada em Brasília e consulados gerais em Rio de Janeiro e São Paulo.[19]

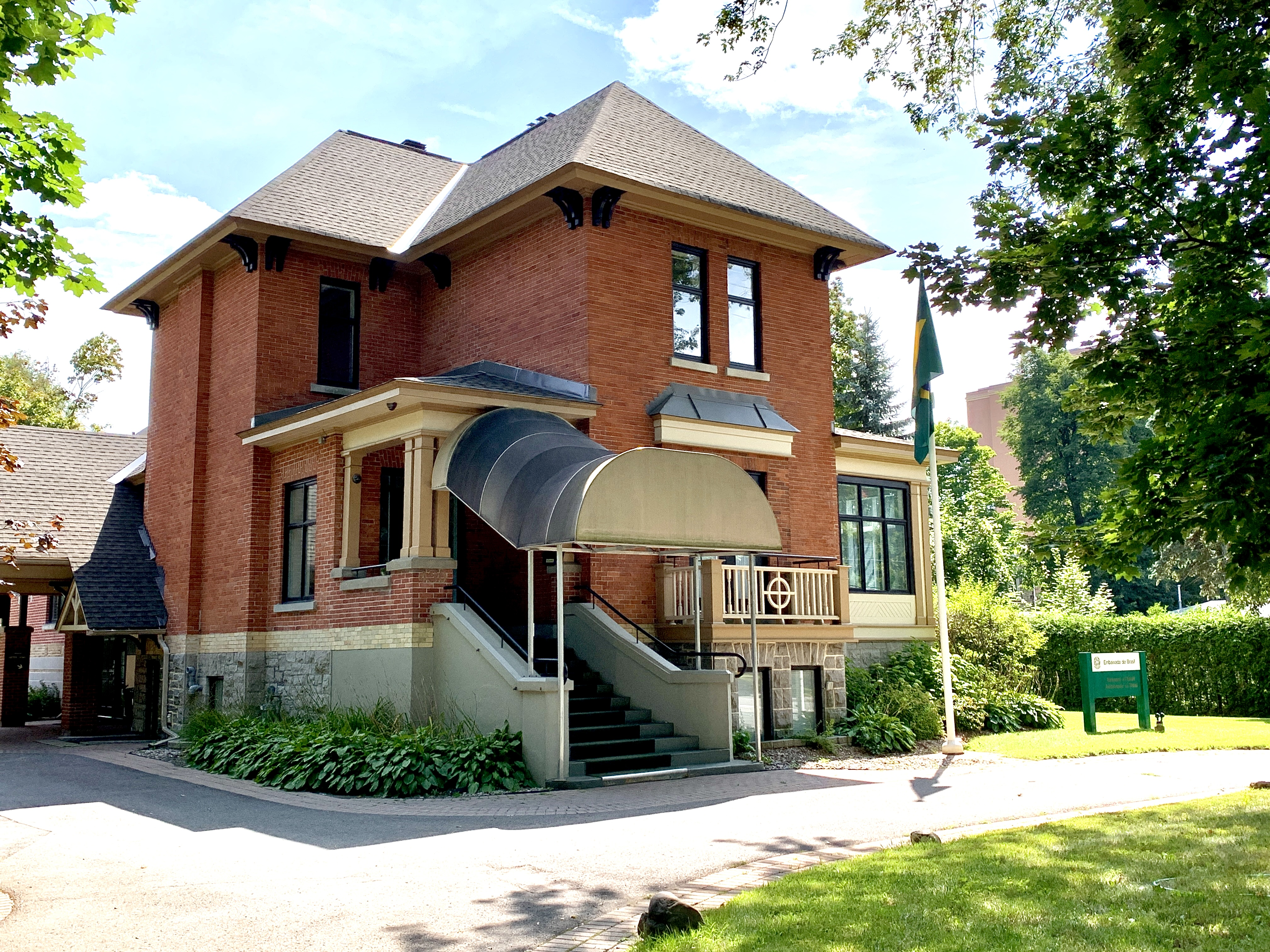
Embaixada do Brasil em Ottawa
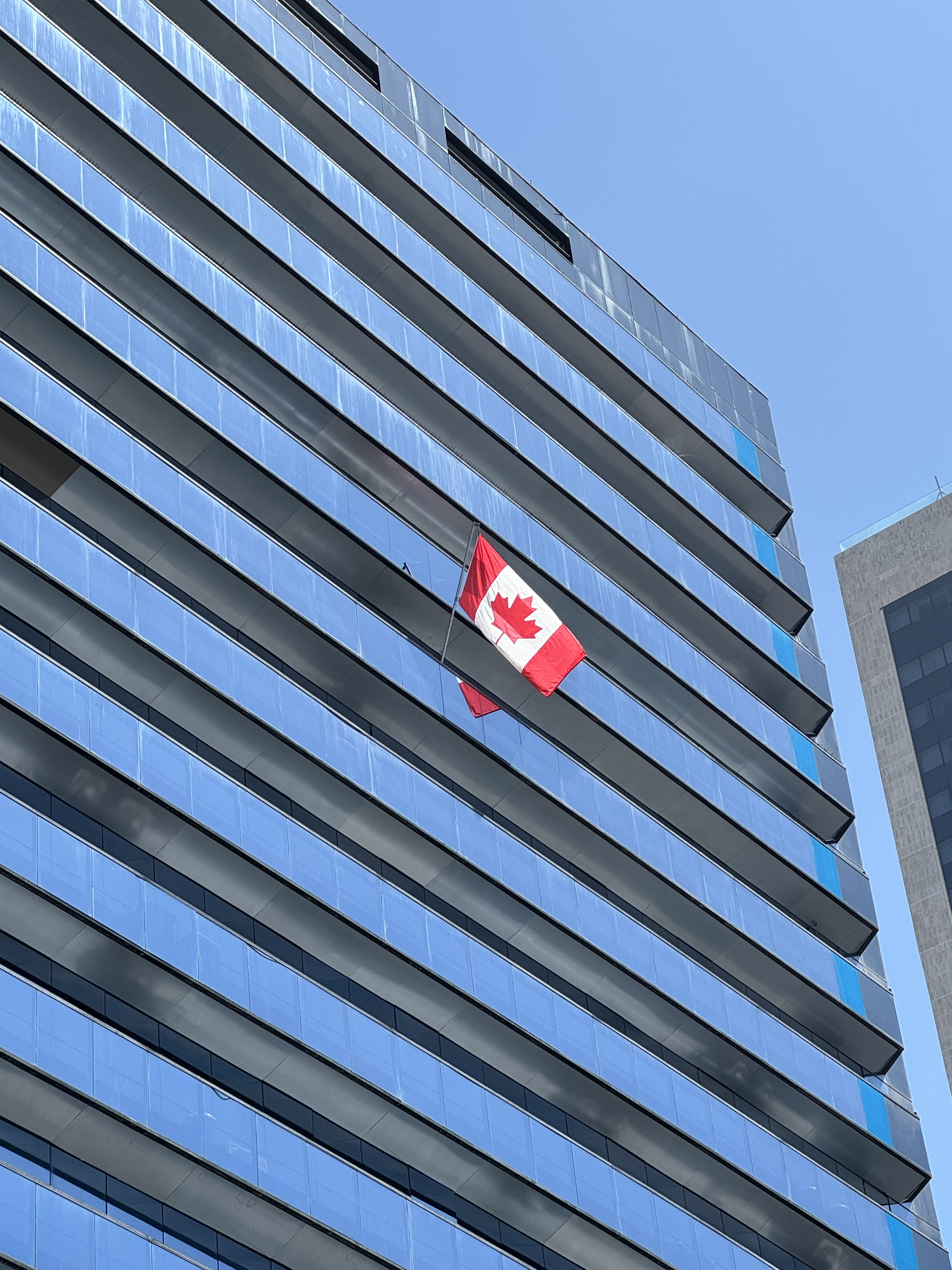
Consulado-Geral do Canadá no Rio de Janeiro